# Wildseefilz

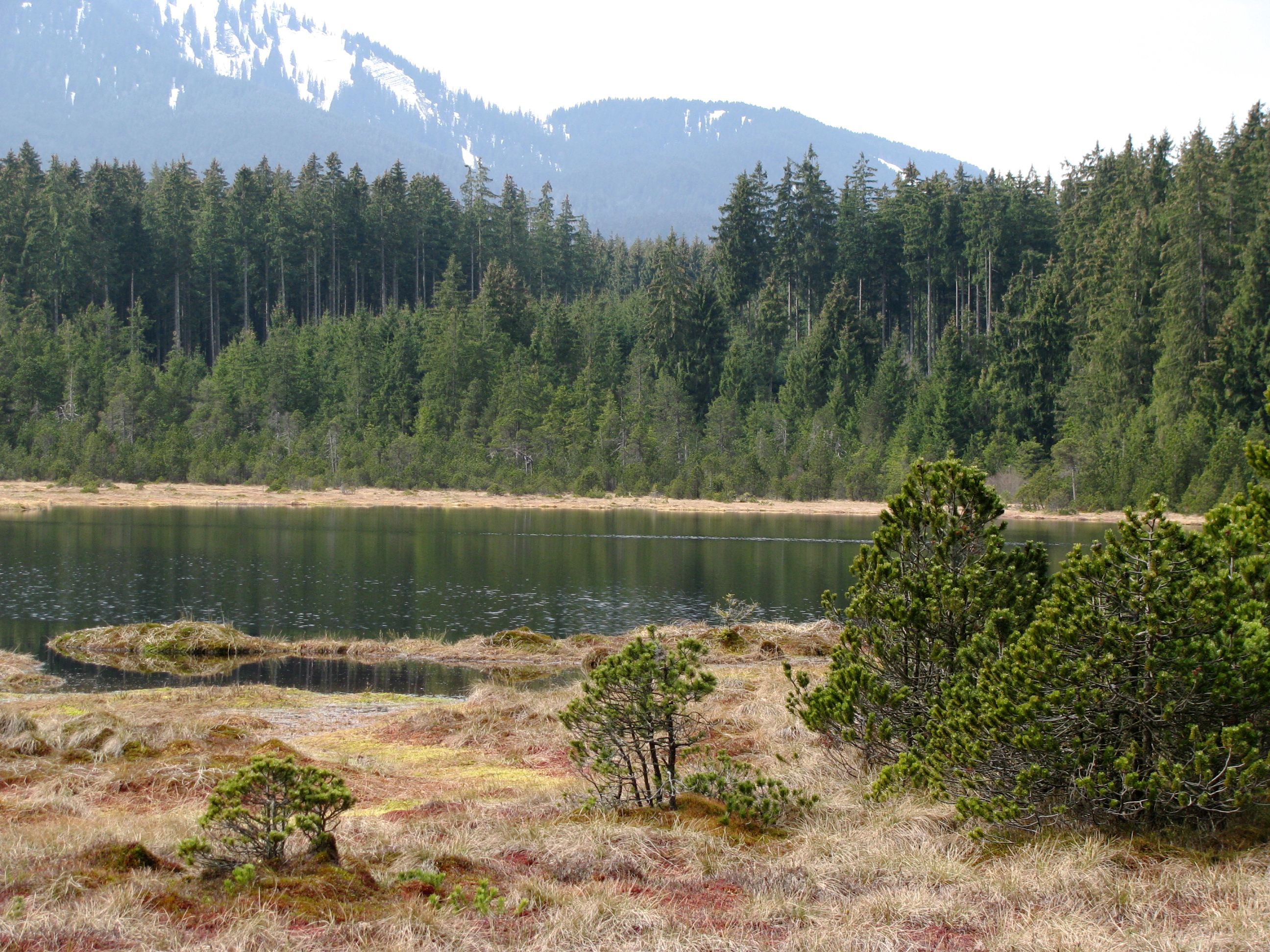
Naturschutzgebiet Wildseefilz (April 2012)

Das Naturschutzgebiet Wildseefilz liegt im Landkreis Weilheim-Schongau in Oberbayern auf dem Gebiet der Gemeinde Wildsteig.
Das 49,25 ha große Gebiet mit der Nr. NSG-00029.01, das im Jahr 1940 unter Naturschutz gestellt wurde, erstreckt sich südöstlich des Kernortes Wildsteig. Östlich fließt die Ammer mit dem 42,7 ha großen NSG Ammerschlucht im Bereich des Scheibum und verläuft die B 23, südwestlich erstreckt sich das 10,9 ha große NSG Gerstenfilz. Im Gebiet liegt der Wildsee. Der Nordosten des Gebiets wird durch den Wildgraben zur Ammer entwässert.